# Triticum timopheevii
Triticum timopheevii (Zhuk.) Zhuk., 1928 è una pianta della famiglia delle Poacee.
È un frumento tetraploide con genomi GA; benché molto simile a Triticum turgidum, è il frutto di un'ibridazione più recente avvenuta tra Aegilops speltoides e il polline di Triticum urartu. Se interfecondate, T. turgidum e T. timopheevii non danno progenie fertile e sono pertanto considerate specie differenti.

## Tassonomia
T. timopheevii comprende due sottospecie: T. timopheevii armeniacum, forma selvatica dalla quale è stata addomesticata una forma coltivata in alcune regioni del Caucaso, T. timopheevii timopheevii.